# Delly Rózsi
Delly Rózsi (Budapest, 1912. december 16. – Budapest, 2000. március 4.) szoprán opera-énekesnő.

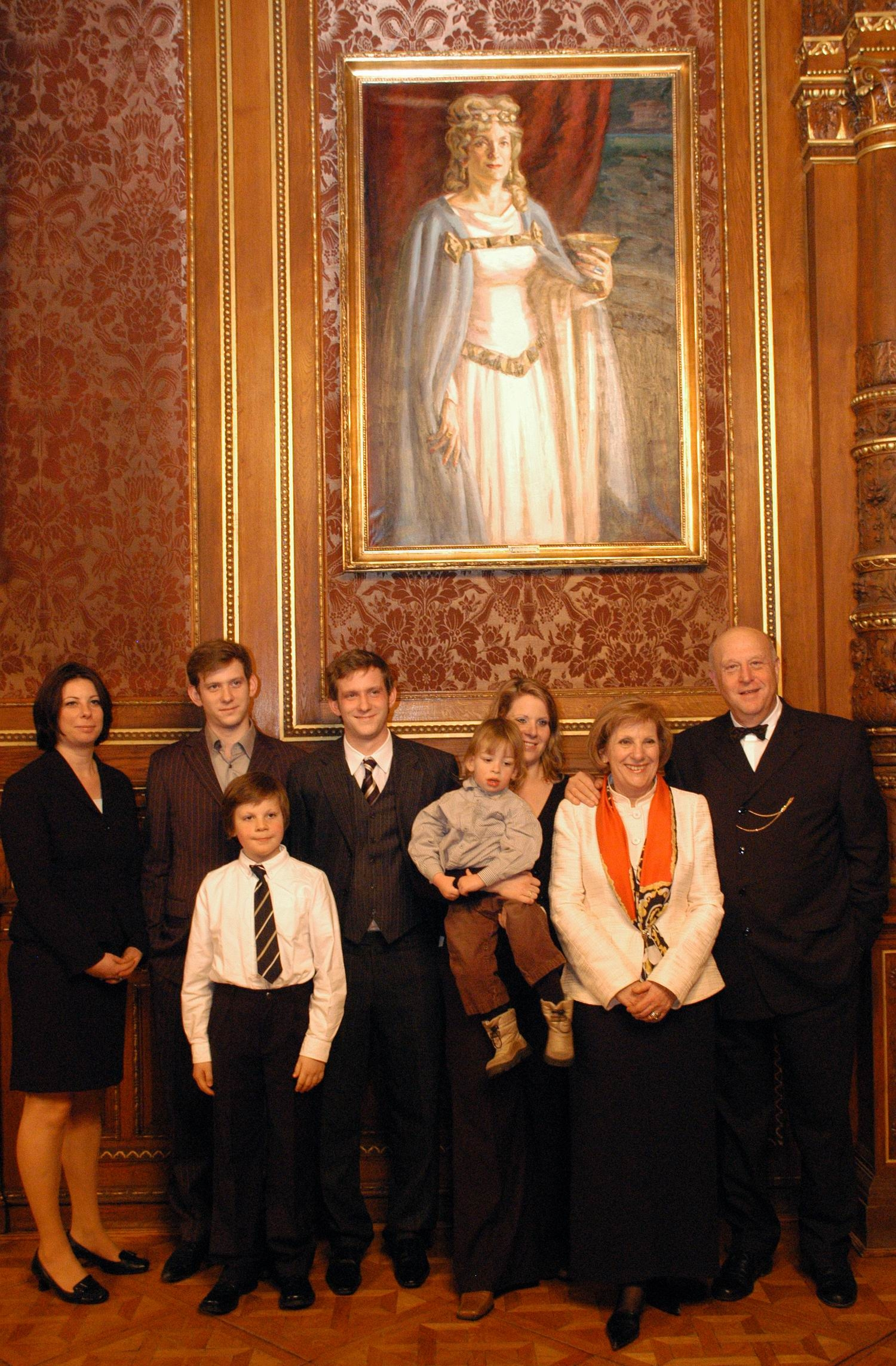
Delly Rózsi olajfestménye az Operaház Székely Bertalan-termében. A képen Forgács-Vámosi Julianna, dr. Vámosi Zoltán, Vámosi Dávid, Vámosi Benjámin, Vámosi Judit, Daniel Bräutigam, Eszter Endler, Samuel Endler, Jonathan Endler

## Élete
Delly Rózsi a budapesti Zeneakadémián túl Rómában, Bécsben és Salzburgban tanult, s 1946-ban Santuzza szerepében, beugrással  lépett először az Operaház színpadára. A következő, majdnem három évtizedben, 1974-es visszavonulásáig a társulat vezető drámai szopránjaként és mezzoszopránjaként, nemzetközileg is elismert Wagner-hősnőként énekelt Brünnhildét, Ortrudot, Izoldát épp oly rendkívüli erővel, mint Amnerist vagy Sába királynőjét.
Tanulmányait dr. Székelyhidy Ferenc tanítványaként végezte a Zeneakadémián 1936–1940 között. 1947-től szerződtetett tagja az Operának. Hamarosan a színház vezető drámai szopránja lett: évtizedeken át ő volt az egyetlen Wagner-hősnő. Rendkívüli hangterjedelme, kiegyenlített énektechnikája egyaránt alkalmassá tették a drámai szoprán és a drámai mezzo szerepkör betöltésére. Alakításait izzó drámai feszültség jellemezte. Nemzetközileg elismert Wagner-énekesnőként meghívást kapott a Bayreuthi Ünnepi Játékokon való fellépésre. Moszkvától, Párizson és Brüsszelen át Londonig fellépett minden jelentős európai operaszínpadon. Magyar partnerei többek között Székely Mihály, Ferencsik János, Lukács Miklós, Simándy József, Osváth Júlia.
Külföldi partnerei többek között Otto Klemperer, Lamberto Gardelli, Wolfgang Windgassen, Anja Silja, Kónya Sándor.

## Főbb szerepei
- Turandot (Giacomo Puccini)
- Sába királynője (Goldmark Károly)
- Eboli (Giuseppe Verdi: Don Carlos)
- Amneris (Verdi: Aida)
- Heródiás (Richard Strauss: Salome)
- Brünnhilde, Fricka (Richard Wagner: A walkür, Siegfried, Az istenek alkonya)
- Ortrud (Wagner: Lohengrin)
- Izolda (Wagner: Trisztán és Izolda)
- Uzsorásné (Petrovics Emil: Bűn és bűnhődés)
- Gertrudis kiralyne(Erkel Ferenc: Bánk bán)
- Judit (Bartók Béla: A kékszakállú herceg vára)
- Kabanicha (Leoš Janáček: Katja Kabanova)

Ezen kívül közreműködött számos lemez rádió és TV felvételben.

## Díjak, kitüntetések
- Érdemes művész (1959)
- Kiváló művész (1973)
- A Magyar Köztársasági Érdemrend tisztikeresztje (1993)
- A Magyar Állami Operaház örökös tagja

## Forráshivatkozás
1. 1 2  Magyar színházművészeti lexikon. Főszerk. Székely György. Budapest: Akadémiai. 1994.  ISBN 963-05-6635-4
2. ↑  Archivált másolat. [2010. február 10-i dátummal az eredetiből archiválva]. (Hozzáférés: 2009. november 2.)
3. ↑  http://epa.oszk.hu/00800/00835/00028/402.html "Muzsika" április, 43. évfolyam, 4. szám, 49. oldal, 2000.